# Nabidh
Il nabīdh (in arabo ﻧﺒﻴﺬ‎?) era un infuso alcolico assai diffuso tra gli Arabi della Jāhiliyya, anche se la sua fabbricazione proseguì ben dentro l'epoca islamica.
La sua popolarità non era solo legata allo stato di euforia o di vera e propria ubriachezza che poteva generare, ma era strettamente legata alle cerimonie religiose connesse al pellegrinaggio preislamico della cosiddetta ʿumra.
In tale occasione, nel corso del mese di Rajab, i Meccani avevano creato l'ufficio pubblico della cosiddetta siqāya, grazie alla quale veniva abbondantemente e gratuitamente distribuito il nabīdh a tutti i pellegrini che giungevano al santuario urbano di Hubal, provenienti da ogni parte della Penisola araba.
Come per ogni sostanza che possa alterare lo stato di coscienza dell'uomo, anche per questa bevanda inebriante si è decretato l'assoluto divieto di consumo per i musulmani da parte della sharīʿa islamica, ma ciò non ha impedito che di esso si facesse ancora a lungo uso e che si seguitasse per un certo periodo a discutere tra i fuqahāʾ della possibilità o meno di farvi ricorso per motivi del tutto leciti (come disinfettante o farmaco).   

## Origini e modalità di fabbricazione
L'abitudine d'immergere nell'acqua frutti dolci che, a causa del loro altro contenuto di zuccheri, avviavano una lenta fermentazione alcolica, derivava dal gusto amarognolo dell'acqua della principale fonte d'acqua di Mecca, il pozzo di Zemzem, la cui falda era infiltrata dall'acqua del non troppo distante mare (Gedda). 

Come frutti erano prediletti l'uva appassita (zibibbo, dall'arabo zabīb, ossia "uva secca") di Ta'if, i datteri e i fichi secchi, ma si usava anche mescolare miele all'acqua.